# Washing Machine
Washing Machine es el noveno álbum de estudio de la banda neoyorquina de rock alternativo y noise rock Sonic Youth. Fue lanzado al mercado en septiembre de 1995 por medio de la discográfica DGC Records, producido por Sonic Youth y el productor John Siket.
Este álbum fue aclamado como la mejor obra de Sonic Youth desde Daydream Nation, lanzado en 1988, por su carácter anticomercial, agresivo y desafiante.

## Música
Washing Machine presenta un sonido más experimental y mucho menos comercial que en álbumes anteriores, como respuesta a los artistas del rock alternativo que se "vendieron" al comenzar a ganar mucho más dinero. Una de las cosas que destaca es el regreso a la experimentación musical, como el presente en sus grabaciones con la discográfica SST Records. Además, en él se encuentran estructuras musicales más complejas. También, el contenido de las canciones es más directo que en álbumes anteriores. En este álbum, las guitarras de Lee Ranaldo y Thurston Moore siguen mostrando un gran nivel de distorsión y atonalidad, aunque también se pueden apreciar partes de punteos melódicos.
La canción Little Trouble Girl tiene a Kim Gordon en la parte vocal y además, en esta canción figura la bajista de la banda The Pixies y Breeders, Kim Deal. Está dedicada a Marta SV, la hija de una amiga de la infancia de Gordon, nacida el 3 de enero de ese mismo año. El video para esta canción fue dirigido por el célebre Mark Romanek. El verdadero título de la canción Untitled era Becuz Coda, pero DGC Records sintió que debían cortar la canción de aproximadamente ocho minutos de largo para hacer que la canción de entrada del álbum fuese más accesible. También lanzaron una versión editada para la radio de The Diamond Sea, no aparecida en el disco (cabe aclarar que The Diamond Sea dura aproximadamente diecinueve minutos, demasiado extenso para radioemisión). Panty Lies es posiblemente la canción más atonal y discordante de Sonic Youth. Casi todos los acordes de estas canciones están disminuidos. Aun así fue una de las canciones más utilizadas para cerrar sus conciertos en Lollapalooza.
En este álbum, Kim Gordon toca la guitarra en todos los tracks, menos en el 8, 10 y 11

## Listado de temas
1. "Becuz" (letra y voz por Kim Gordon) - 4:43
2. "Junkie's Promise" (letra y voz por Thurston Moore) - 4:02
3. "Saucer-Like" (letra y voz por Lee Ranaldo) - 4:25
4. "Washing Machine" (letra y voz por Gordon) - 9:33
5. "Unwind" (letra por Moore; voz por Moore y Ranaldo) - 6:02
6. "Little Trouble Girl (letra por Gordon; voz por Kim Deal y Gordon - 4:29
7. "No Queen Blues" (letra y voz por Moore) - 4:35
8. "Panty Lies" (letra y voz por Gordon - 4:15
9. "" (Untitled) - 2:49
10. "Skip Tracer" (letra por Leah Singer; voz por Ranaldo) 3:48
11. "The Diamond Sea" (letra y voz por Moore) - 19:35

## Posición en Listas

### Álbum
| Año  | Lista           | Posición |
| ---- | --------------- | -------- |
| 1995 | UK Albums Chart | 39       |
| 1995 | Billboard 200   | 58       |

### Sencillos
| Año  | Canción               | Lista            | Position |
| ---- | --------------------- | ---------------- | -------- |
| 1996 | "Little Trouble Girl" | UK Singles Chart | 85       |